# Lengijave
Lengijave (in manchen Unterlagen auch Olkokola genannt) ist ein Verwaltungsbezirk (Ward) des Distrikts Arusha DC in der tansanischen Region Arusha.

## Geografie
Lengijave liegt im Norden von Tansania auf dem Pass zwischen Mount Meru im Osten und Monduli Mountain im Westen, etwa 20 Kilometer nordnordwestlich von Arusha. Der Pass ist etwa 1170 Meter hoch, im Westen steigt das Gelände auf knapp 2000 Meter, im Osten auf über 2000 Meter an. Der Bezirk hat eine Fläche von 57 Quadratkilometern. Bei der Volkszählung 2022 lebten hier 15.027 Menschen in 3402 Haushalten.

## Gliederung
Der Bezirk besteht aus drei Gemeinden (Mtaa) mit neun Orten (Kitongoji):
| Olkejulenderit - Kanda Sikiriet - Olbamba - Olkejulenderit | Ilkurot - Ngaluma - Sarunga | Lengijave - Ololua - Olbak - Iltulele - Kibori |

## Wirtschaft und Infrastruktur
- Gesundheit: Im Bezirk befinden sich ein öffentliches Gesundheitszentrum,[7] zwei öffentliche[8][9] und eine private Apotheke.[10]
- Bildung: Die Lengijave Secondary School ist eine öffentliche Tagesschule mit einer Ausbildung bis zur 4. Stufe.[11]
- Verkehr: Durch den Bezirk verläuft die asphaltierte Nationalstraße T2, die von Arusha nach Norden zum Grenzort Namanga nach Kenia führt.[12]